# بالیق‌چی
بالیق‌چی (به ازبکی: Baliqchi) یک منطقهٔ مسکونی در ازبکستان است که در شهرستان بالیق‌چی واقع شده‌است. بالیق‌چی ۳٬۶۹۹ نفر جمعیت دارد.